# Agence canadienne de développement international
L'Agence canadienne de développement international (ACDI) était une organisation de développement international chargée de gérer la majorité des programmes d’aide publique au développement (APD) du Canada en Afrique, au Moyen-Orient, dans les Amériques et en Asie. L'ACDI avait pour mission de mener les efforts internationaux déployés par le Canada pour venir en aide aux personnes qui vivent dans la pauvreté. En 2013, l'ACDI a fusionné avec le ministère des Affaires étrangères et du Commerce international pour former le ministère Affaires mondiales Canada.

## Mandat
L’objectif de l’ACDI était de gérer l’appui et les ressources du Canada de façon efficace et responsable en vue d’obtenir des résultats durables et significatifs, ainsi que de s’engager dans l’élaboration de politiques de développement au Canada et sur la scène internationale afin d’aider le Canada à atteindre ses objectifs au chapitre du développement. Sa réussite trouve sa mesure dans sa contribution à la réalisation des Objectifs du Millénaire pour le développement (OMD) et des objectifs plus généraux de la politique internationale du Canada.
Les trois priorités qui orientent le travail de l’ACDI étaient :
- accroître la sécurité alimentaire ;
- assurer l’avenir des enfants et des jeunes ;
- favoriser une croissance économique durable.

En plus de ces thèmes prioritaires, l'ACDI continue d'intégrer trois thèmes transversaux dans tous ses programmes et dans toutes ses politiques : 
- accroître la viabilité de l'environnement;
- favoriser l'égalité entre les femmes et les hommes;
- appuyer le renforcement des institutions et des pratiques en matière de gouvernance[2].

L’ACDI rend compte de ses activités au Parlement canadien par l’entremise du ministre de la Coopération internationale. Le président ou la présidente de l’ACDI conseille le ou la ministre sur les questions relatives aux politiques, aux programmes et à la gestion.
L’administration centrale de l’ACDI est située à Gatineau, au Québec. Des bureaux régionaux sont répartis afin de mieux mobiliser les partenaires, les individus, le secteur privé et la société civile.

### Régions et pays ciblés
Dans le cadre de son Plan d’action pour accroître l’efficacité de l’aide, le gouvernement du Canada a planifié investir 80 % de ses ressources bilatérales dans 20 pays ciblés. Ces pays ont été choisis en fonction de leurs besoins réels, de leur capacité de bénéficier de l’aide et de leur conformité avec les priorités de la politique étrangère du Canada.

## Historique
Avant la création de l’ACDI, la majorité de l’aide du Canada était distribuée sous forme de contributions aux Nations unies et à ses organismes par l’entremise du ministère des Affaires extérieures, maintenant connu sous le nom d’Affaires mondiales Canada.
En 1959, le ministère du Commerce a mis sur pied la Direction de l’assistance technique et économique, qui était chargée de répondre aux besoins croissants des pays en développement en matière d’aide internationale.
En 1960, par voie de décret pris en vertu de la Loi sur les restructurations et les transferts d’attributions dans l’administration publique, les fonctions de cette direction ont été transférées au ministère des Affaires extérieures afin de créer le Bureau de l’aide extérieure. Sa création fut essentielle au rôle du Canada dans le domaine du développement international à un moment où l’aide étrangère augmentait continuellement.
L’ACDI a été créée par décret, en 1968, afin de remplacer le Bureau de l’aide extérieure.
En 2013, le gouvernement de Stephen Harper annonce la fusion de l'Agence canadienne de développement international (ACDI) avec le ministère des Affaires étrangères et du Commerce international, créant ainsi le ministère Affaires mondiales Canada .
En septembre 2013, réagissant à ce qui est perçu comme un abandon des principes de l'ACDI au profit d'intérêts commerciaux, le gouvernement du Québec fait savoir qu'il envisage de créer sa propre Agence québécoise de solidarité internationale.

## Administration

### Ministres et présidents
Ministres responsables
- (2012-2013) Julian Fantino, ministre de la Coopération internationale
- (2007-2012) Beverley J. Oda, ministre de la Coopération internationale
- (2006-2007) Josée Verner, ministre de la Coopération internationale
- (2003-2006) Aileen Carroll, ministre de la Coopération internationale
- (2002-2003) Susan Whelan, ministre de la Coopération internationale
- (1999-2002) Maria Minna, ministre de la Coopération internationale
- (1997-1999) Diane Marleau, ministre de la Coopération internationale
- (1996-1997) Don Boudria, ministre de la Coopération internationale
- (1996) Pierre Pettigrew, ministre de la Coopération internationale
- (1995-1996) André Ouellet, ministre des Affaires étrangères
- (1993-1995) André Ouellet, Secrétaire d’État aux Affaires extérieures
- (1993) Henry Perrin Beatty, Secrétaire d’État aux Affaires extérieures
- (1993) Monique Vézina, ministre des Relations extérieures
- (1986-1993) Monique Landry, ministre des Relations extérieures
- (1984-1986) Monique Vézina, ministre des Relations extérieures
- (1982-1984) Pierre de Bané, ministre d’État des Relations extérieures
- (1980-1982) Mark MacGuigan, ministre d’État des Relations extérieures
- (1979-1980) Martial Asselin, ministre d’État chargé de l’Agence canadienne de développement international
- (1976-1979) Donald Jamieson, Secrétaire d’État aux Affaires extérieures
- (1974-1976) Allan MacEachen, Secrétaire d’État aux Affaires extérieures
- (1968-1974) Mitchell Sharp, Secrétaire d’État aux Affaires extérieures

Présidents de l’ACDI
- (2008-) Margaret Biggs
- (2005-2008) Robert Greenhill
- (2003-2005) Paul Thibault
- (1999-2003) Leonard Good
- (1993-1999) Huguette Labelle
- (1993) Jocelyne Bourgon
- (1989-1993) Marcel Massé
- (1983-1989) Margaret Catley-Carlson
- (1980-1982) Marcel Massé
- (1977-1980) Michel Dupuy
- (1970-1977) Paul Gérin-Lajoie
- (1968-1970) Maurice Strong

## Controverse
Le 27 novembre 2008, l'émission de journalisme d'enquête Enquête, diffusée par la Télévision de Radio-Canada, a soulevé des doutes sur la gestion appropriée par l'ACDI des fonds qui lui sont accordés. Elle y mentionne, entre autres, qu'une branche de l'ACDI, le Programme de coopération industrielle (PCI), aurait versé 1,2 milliard en subventions outremer dans des organismes à but lucratif.

### Sources bibliographiques
- L’ACDI en bref
- Aperçu de l’aide au développement officielle du gouvernement du Canada 2008-2009
- Rapports statistiques sur l’aide internationale 2010-2011
- L’aide internationale du Canada à l’œuvre ― le développement axé sur les résultats 2010-2011
- Loi sur la responsabilité en matière d’aide au développement officielle (2008, ch. 17)